# Poza terapią
Poza terapią (ang. Beyond Therapy) – amerykański film komediowy z 1987 roku w reżyserii Roberta Altmana.

## Obsada
- Julie Hagerty jako Prudence
- Jeff Goldblum jako Bruce
- Glenda Jackson jako Charlotte
- Tom Conti jako Stuart